# Christine McVie
 (novembre 2022).
Si vous disposez d'ouvrages ou d'articles de référence ou si vous connaissez des sites web de qualité traitant du thème abordé ici, merci de compléter l'article en donnant les références utiles à sa vérifiabilité et en les liant à la section « Notes et références ».
Christine McVie, née Christine Anne Perfect le 12 juillet 1943 à Bouth (en) dans le Lancashire et morte le 30 novembre 2022, est une chanteuse, claviériste et compositrice britannique. Elle est principalement connue comme membre du groupe Fleetwood Mac.
Après s'être fait connaître au sein du groupe de blues rock Chicken Shack à la fin des années 1960, Christine McVie rejoint Fleetwood Mac en 1970. Elle y retrouve son mari, le bassiste John McVie. Elle reste membre du groupe jusqu'en 1995. Durant cette période, elle écrit et interprète plusieurs des plus gros succès du groupe, parmi lesquels Say You Love Me, Don't Stop, You Make Loving Fun, Hold Me, Little Lies (en) et Everywhere (en). Elle rejoint brièvement Fleetwood Mac entre 1997 et 1998 avant d'arrêter toute activité musicale jusqu'en 2014, année où elle décide de rejoindre à nouveau le groupe.
En-dehors de Fleetwood Mac, McVie publie trois albums sous son seul nom. Celui de 1984, simplement intitulé Christine McVie, contient ses plus gros succès en solo, les singles Got a Hold on Me (en) et Love Will Show Us How (en). Elle sort également un album en duo avec le guitariste de Fleetwood Mac Lindsey Buckingham en 2017, Lindsey Buckingham Christine McVie.
Christine McVie est intronisée au Rock and Roll Hall of Fame en tant que membre de Fleetwood Mac en 1998. En 2014, elle est récompensée aux Ivor Novello Awards pour l'ensemble de sa carrière.

## Biographie

### Jeunesse
Christine Perfect naît le 12 juillet 1943 à Bouth (en), un village du Lake District, dans le Lancashire. Elle grandit dans le quartier de Bearwood à Smethwick, près de Birmingham. Son père, Cyril Perfect, est violoniste et professeur de musique au St Peter's College of Education de Saltley (en) ; il enseigne également le violon à la St. Philip's School de Birmingham. Sa mère Beatrice (née Reece) se décrit comme guérisseuse et voyante. Son grand-père est organiste à l'abbaye de Westminster.
Bien qu'elle découvre le piano dès l'âge de quatre ans, elle ne commence à étudier sérieusement la musique qu'à onze ans sous la tutelle de Philip Fisher, un camarade de classe de son frère aîné John. Elle étudie la musique classique jusqu'à l'âge de 15 ans, puis commence à s'intéresser au rock 'n' roll quand son frère John rapporte un livre de chansons de Fats Domino à la maison. The Everly Brothers figurent également parmi ses premières influences.

### Chicken Shack
Christine Perfect étudie la sculpture au Moseley College of Arts de Birmingham pendant cinq ans, dans le but de devenir professeur d'art. Durant cette période, elle fait la connaissance de plusieurs musiciens en herbe de la scène blues britannique, parmi lesquels Spencer Davis. En 1964, elle fait la rencontre du guitariste-chanteur Stan Webb et du bassiste Andy Silvester (en), qui jouent alors dans un groupe appelé Sounds of Blue. Connaissant le talent musical de Perfect, ils lui proposent de les rejoindre, mais le groupe se sépare avant qu'elle n'obtienne son diplôme. N'ayant pas les moyens de se lancer dans une carrière d'artiste, elle déménage à Londres où elle travaille comme étalagiste dans un grand magasin.
En 1967, Christine Perfect apprend qu'Andy Silvester et Stan Webb ont formé un groupe de blues nommé Chicken Shack et qu'ils cherchent un pianiste. Elle leur écrit pour leur demander de les rejoindre et ils l'invitent à jouer des claviers et à chanter les chœurs. Le premier single de Chicken Shack, It's Okay with Me Baby (1968), est écrit et interprété par Perfect. Elle joue avec Chicken Shack sur leurs deux premiers albums. Son jeu de piano à la Sonny Thompson et sa manière de chanter témoignent de sa passion pour le blues. Le plus grand succès de Chicken Shack est une reprise de I'd Rather Go Blind qui est également interprétée par Perfect.
Christine Perfect quitte Chicken Shack en avril 1969, justifiant sa décision par sa fatigue des tournées. Malgré cela, elle est élue meilleure chanteuse britannique par le lectorat du magazine musical Melody Maker pendant deux années de suite, en 1969 et 1970. Le producteur Mike Vernon la convainc d'enregistrer un album en solo. Simplement intitulé Christine Perfect, il sort en juin 1970 et passe inaperçu.

### Fleetwood Mac (1970-1998)
Avant même de rejoindre Fleetwood Mac, Christine Perfect fait partie de l'entourage de ce groupe. Elle en côtoie régulièrement les membres lorsque Chicken Shack tourne avec eux et les deux groupes partagent le même label, Blue Horizon. Après avoir fait la connaissance du bassiste John McVie en septembre 1967, elle se met en couple avec lui et ils se marient le 3 août 1968.
Christine Perfect, qui prend le nom de McVie après leur mariage, joue du piano sur plusieurs disques de Fleetwood Mac, à commencer par le single Need Your Love So Bad (en) en 1968, puis sur les albums Mr. Wonderful (1968), Then Play On (1969) et Kiln House (1970). C'est également elle qui dessine la pochette de ce dernier album. Elle rejoint officiellement Fleetwood Mac en août 1970, quelques mois après le départ du guitariste Peter Green, fondateur et principale force motrice du groupe.
La première moitié des années 1970 est une période difficile pour Fleetwood Mac. Le succès commercial n'est pas au rendez-vous et la composition du groupe change fréquemment autour du batteur Mick Fleetwood et du couple McVie. Christine McVie s'impose progressivement comme l'une des principales compositrices du groupe aux côtés de Danny Kirwan, puis de Bob Welch. Afin d'améliorer leurs perspectives commerciales, ils déménagent aux États-Unis en 1974 et recrutent deux nouveaux membres l'année suivante, le guitariste Lindsey Buckingham et sa petite amie Stevie Nicks. Une profonde amitié ne tarde pas à naître entre McVie et Nicks qui, en tant que femmes dans l'univers essentiellement masculin du rock 'n' roll, se soutiennent mutuellement pour ne pas être traitées comme des inférieures.
Le premier album de cette nouvelle version du groupe, simplement intitulé Fleetwood Mac, sort en 1975 et rencontre un immense succès, de même que les singles qui en sont tirés. Deux d'entre eux sont signés par Christine McVie : Over My Head (en) (no 20 des ventes aux États-Unis) et Say You Love Me (no 11). Le mariage des McVie bat de l'aile et Christine entame une liaison avec Curry Grant, l'éclairagiste de Fleetwood Mac. Celui-ci est renvoyé lorsque leur liaison est révélée et les McVie divorcent en 1976. Sa relation avec Grant inspire à Christine You Make Loving Fun, l'une de ses quatre contributions à l'album de 1977 Rumours, dont les ventes surpassent celles de son prédécesseur. Il comprend également Don't Stop (no 3 aux États-Unis).
En 1979 paraît le double album Tusk, qui connaît un succès plus modéré. Six des vingt morceaux qu'il contient sont des compositions de Christine McVie, dont le single Think About Me (en) (no 20 aux États-Unis). Les cinq membres de Fleetwood Mac se séparent temporairement à la fin de la tournée de promotion de Tusk avant de se retrouver au château d'Hérouville pour enregistrer Mirage. Cet album, sorti en 1982, permet à Fleetwood Mac de retrouver le sommet des charts. Le single Hold Me, coécrit par Christine McVie avec Robbie Patton (en), se classe dans le Top 5 aux États-Unis. Il s'inspire de sa relation houleuse avec Dennis Wilson, le batteur des Beach Boys.
Alors que Fleetwood Mac se trouve en pause, Christine McVie enregistre son deuxième album solo, Christine McVie, qui sort en 1984. Sans rencontrer autant de succès que les disques du groupe, il comprend deux singles à succès, Got a Hold on Me (en) (no 10 aux États-Unis) et Love Will Show Us How (en) (no 30).
Christine McVie se remarie le 18 octobre 1986 avec Eddy Quintela, un claviériste de 12 ans son cadet. Elle collabore avec lui pour l'écriture de plusieurs chansons apparaissant sur les albums ultérieurs de Fleetwood Mac. Le premier d'entre eux, Tango in the Night, sort en 1987 et permet au groupe de retrouver un succès comparable à celui de Rumours, dix ans plus tôt. Parmi les singles qui en sont extraits, ce sont ceux écrits par McVie, Little Lies (en) (coécrit avec Quintela) et Everywhere (en), qui réalisent les meilleures performances dans les hit-parades.
En 1990 sort Behind the Mask, premier album de Fleetwood Mac sans Lindsey Buckingham depuis 1975. Il est fraîchement accueilli par la critique et le public, même si Save Me, une composition de McVie, parvient à se classer dans le Top 40 américain. La même année, son père meurt pendant la tournée de promotion de Behind the Mask et elle décide de mettre un terme à sa participation aux concerts de Fleetwood Mac, sans pour autant quitter le groupe. Le coffret de 1992 25 Years – The Chain (en) inclut ainsi deux chansons inédites coécrites par McVie et Quintela, Love Shines et Heart of Stone. La même année, Don't Stop est choisie par Bill Clinton comme l'hymne de sa campagne pour l'élection présidentielle américaine. À la suite de sa victoire, la formation classique du groupe (Buckingham, Nicks, Fleetwood et les McVie) se réunit exceptionnellement pour interpréter la chanson lors de son gala inaugural.
Christine McVie apporte cinq morceaux pour l'album de 1995 Time, enregistré après le départ de Stevie Nicks, mais c'est un échec commercial et le groupe entre en pause après sa sortie. Les cinq membres de la formation classique se réunissent en 1997 pour un concert exceptionnel qui donne lieu à l'album The Dance. Christine McVie participe également aux performances que donne Fleetwood Mac à l'occasion de l'intronisation du groupe dans le Rock and Roll Hall of Fame, puis lors des cérémonies des Grammy Awards et des Brit Awards, mais elle décide de quitter le groupe en 1998. Elle explique par la suite qu'elle souffrait alors d'aviophobie et souhaitait mener une vie plus tranquille en Angleterre.

### Pause et retour à Fleetwood Mac (1998-2022)
Après son départ de Fleetwood Mac, Christine McVie mène une vie tranquille dans sa demeure du Kent et ne retourne qu'occasionnellement à la musique. En 2003, elle apparaît comme invitée sur Say You Will et assiste au dernier concert du segment européen de la tournée de promotion de cet album, sans rejoindre ses anciens camarades sur scène. Elle admet dans une interview de 2004 ne plus écouter beaucoup de musique pop.
L'année 2004 voit la sortie du troisième album solo de Christine McVie, In the Meantime, enregistré dans sa grange convertie en studio dans le Kent. Elle y collabore avec son neveu Dan Perfect qui participe à l'écriture des chansons, joue de la guitare, chante les chœurs et contribue à la production. Aucune tournée n'est organisée pour promouvoir cet album, mais Christine McVie mène plusieurs revues de presse en Grande-Bretagne et aux États-Unis. En 2006, elle reçoit l'insigne d'or du mérite de l'Académie des auteurs, compositeurs et chanteuses britanniques lors d'une cérémonie tenue à l'hôtel Savoy de Londres. En novembre 2009, Christine McVie retourne voir un concert de Fleetwood Mac à Londres à l'occasion de leur tournée Unleashed (en), mais encore une fois sans les rejoindre sur la scène.
En 2013, Christine McVie participe à un concert du Mick Fleetwood Blues Band à Maui. En septembre de la même année, elle monte sur la scène de l'O2 Arena à Londres pour interpréter Don't Stop avec Fleetwood Mac et reçoit un accueil triomphal du public. Elle annonce alors dans la presse vouloir rejoindre le groupe. Son retour est officialisé le 13 janvier 2014. Elle participe ainsi aux tournées mondiales On with the Show (en) (2014-2015) et An Evening with Fleetwood Mac (en) (2018-2019). Entre-temps, elle enregistre un album en duo avec Lindsey Buckingham, auquel participent également Fleetwood et John McVie, qui sort en 2017 sous le titre Lindsey Buckingham Christine McVie.
Christine McVie meurt le 30 novembre 2022 au matin à l'âge de 79 ans, des suites d'un AVC certainement dû à un cancer du cerveau. Selon le certificat de décès de l’artiste, la musicienne avait également été diagnostiquée avec une "tumeur maligne métastatique d’origine primaire inconnue", ce qui signifie que des cellules cancéreuses avaient été détectées dans son corps mais qu’il n’avait pas été possible d’en déterminer l’origine,,.

## Discographie

### En solo

#### Albums
- 1970 : Christine Perfect
- 1984 : Christine McVie
- 2004 : In the Meantime
- 2017 : Lindsey Buckingham Christine McVie (avec Lindsey Buckingham)
- 2022 : Songbird (compilation)

#### Singles
- 1969 : When You Say
- 1970 : I'm Too Far Gone (To Turn Around)
- 1984 : Got a Hold on Me (en)
- 1984 : Love Will Show Us How (en)
- 1984 : One in a Million (avec Steve Winwood)
- 2004 : Friend
- 2022 : Slow Down

### Comme membre d'un groupe

#### Chicken Shack
- 1968 : 40 Blue Fingers, Freshly Packed and Ready to Serve (en)
- 1969 : O.K. Ken? (en)

#### Fleetwood Mac
- 1971 : Future Games
- 1972 : Bare Trees
- 1973 : Penguin
- 1973 : Mystery to Me
- 1974 : Heroes Are Hard to Find
- 1975 : Fleetwood Mac
- 1977 : Rumours
- 1979 : Tusk
- 1980 : Live (en concert)
- 1982 : Mirage
- 1987 : Tango in the Night
- 1990 : Behind the Mask
- 1995 : Time
- 1997 : The Dance (en concert)

### Collaborations
- 1968 : Mr. Wonderful de Fleetwood Mac (claviers, chœurs)
- 1969 : Then Play On de Fleetwood Mac (piano)
- 1970 : Kiln House de Fleetwood Mac (claviers, chœurs, pochette)
- 1977 : French Kiss (en) de Bob Welch (claviers, chœurs)
- 1979 : L.A. (Light Album) des Beach Boys (chœurs)
- 1979 : Three Hearts (en) de Bob Welch (chœurs)
- 1983 : I'm Not Me (en) de Mick Fleetwood's Zoo (claviers, chœurs)
- 1988 : Back of My Mind (en) de Christopher Cross (chœurs)
- 2003 : Say You Will de Fleetwood Mac (claviers, chœurs)
- 2004 : Live from the Roxy (en) de Bob Welch (claviers, chœurs)